# 柏衍
柏衍（1989年5月21日—），中国職業男子网球选手。
柏衍出生在南京，6岁开始学习打网球。从2005年开始参加世界青少年比赛，右手握拍，2006年起取得了比较出色的成绩，包括中网青少年组亚军和亚洲青少年网球锦标赛冠军。进入2007年之后，柏衍在澳网前的热身赛中表现不俗，在Loy Yang站的比赛中获得了单打亚军。一系列好成绩也让他的青少年世界排名蹿升到了第十，被列为澳网青少年组男单的12号种子。 
2010年上海大師賽，柏衍在男單比賽第一輪爆冷擊敗拉德克·斯泰潘內克，為迄今最為亮眼的表現之一。

## 外部連結
- 柏衍（英文/西班牙文）的官方資料
- 柏衍的國際網球總會 職業／青少年 官方資料（英文）
- 柏衍的官方資料（英文）